# Pavel Zacha
Pavel Zacha (Brno, República Checa, 6 de abril de 1997) es un jugador profesional checo de hockey sobre hielo que se desempeña en la posición de centro en Boston Bruins, equipo de la National Hockey League (NHL).

## Carrera
Fue seleccionado en la primera ronda en la NHL Entry Draft de 2015. Hizo su debut profesional con el equipo New Jersey Devils, en el cual jugó siete temporadas (2015-2022), después pasó a Boston Bruins, donde lleva jugando dos temporadas.